# (31574) Moshova
1999 FB25 (asteroide 31574) é um asteroide da cintura principal. Possui uma excentricidade de 0.07386190 e uma inclinação de 6.05641º.
Este asteroide foi descoberto no dia 19 de março de 1999 por LINEAR em Socorro.